# Adama Ba
Adama Ba (Gouraye, 27 augustus 1993) is een Mauritaans voetballer die bij voorkeur als offensieve middenvelder speelt. Hij verruilde in 2013 Stade Brest voor SC Bastia.

## Clubcarrière
Ba werd in juli 2011 bij het eerste elftal van Stade Brest gehaald. Hij debuteerde in de Ligue 1 op 27 augustus 2011 tegen OGC Nice. In juni 2012 tekende hij zijn eerste profcontract. Op 8 juli 2013 werd zijn contract in onderling overleg verbroken omdat hij niet in de plannen van de nieuwe coach Alex Dupont zou passen. Eén dag later tekende hij een driejarig contract bij SC Bastia. Hij debuteerde op 17 augustus 2013 tegen Valenciennes. Hij scoorde vier minuten na zijn invalbeurt.